# W Coffin Rock
W Coffin Rock (ang. Coffin Rock) – australijsko-brytyjsko-nowozelandzki thriller z 2009 roku w reżyserii Ruperta Glassona. Wyprodukowana przez wytwórnię Ultra Films. Główne role w filmach zagrali Lisa Chappell, Robert Taylor i Sam Parsonson. Zdjęcia do filmu kręcono w Adelaide i Cape Jaffa w Australii.
Premiera filmu miała miejsce 4 września 2009 roku.

## Opis fabuły
Akcja filmu rozgrywa się w Australii. Rob (Robert Taylor) i Jessie (Lisa Chappell) Willisowie starają się o dziecko. W czasie wizyty w klinice w kobiecie zakochuje się recepcjonista Evan (Sam Parsonson). Mężczyźnie udaje się ją uwieść. Jessie zachodzi w ciążę. Chce zerwać kontakty z Evanem. On jednak staje się coraz bardziej natarczywy.

## Obsada
- Terry Camilleri jako Tony
- Lisa Chappell jako Jessie Willis
- Robert Taylor jako Rob Willis
- Sam Parsonson jako Evan
- Geoff Morrell jako George
- Jodie Dry jako Megan
- Joseph Del Re jako Benny
- Guy O'Donnell jako Spud
- Peter Green jako doktor Bass
- Sally Davis jako doktor Davis

i inni.